# عبدالله پاهانگ
سلطان عبدالله رعایة الدین المصطفی بالله شاه الحاج ابن سلطان حاج أحمد شاه المستعین بالله (انگلیسی: Abdullah of Pahang؛ زادهٔ ۳۰ ژوئیهٔ ۱۹۵۹) سلطان پاهانگ، یکی از ایالات مالزی است. وی در ۱۵ ژانویه ۲۰۱۹ و در پی استعفای پدرش به سلطنت پاهانگ رسید. ۹ روز بعد در ۲۴ ژانویه و بعد از استعفای محمد پنجم به عنوان شانزدهمین یانگ دی‌پرتوان آگونگ، پادشاه مالزی، انتخاب شد و در ۳۱ ژانویه به این مقام منصوب شد. او از ۲۰۱۵ تا ۲۰۱۹ از اعضای شورای فیفا بود.